# Muses
Muses è il primo romanzo della serie omonima creata da Francesco Falconi. Pubblicato il 15 maggio 2012 da Mondadori Editore.
I diritti cinematografici sono stati opzionati dalla Ipotesi Cinema..
Licia Troisi, autrice fantasy, ha definito il romanzo "Un libro appassionante, ricco di colpi di scena, che tiene incollati alle pagine e con una protagonista indimenticabile".

## Trama
Alice De Angelis è una ragazza di vent'anni, che abita a Roma, in un quartiere alla periferia della capitale. Caratterizzata da un animo ribelle, forte e fragile allo stesso tempo, è un'ottima cantante e un'esperta violinista: vive per la musica ed è questa sua grande passione l'unica certezza che ha nella sua vita. Quasi a nascondere i grandi dolori che porta nel suo cuore - come un padre violento e manesco, una madre incapace di prendere le sue difese e di dimostrarle affetto, e un'adolescenza molto problematica tra abusi di alcool e droghe - Alice incide sulla propria pelle i segni del suo malessere, con tatuaggi e piercing.
Dopo un incidente automobilistico in cui rischia quasi di perdere la vita, subito dopo un concerto assieme alla sua band, Alice viene a conoscenza proprio in ospedale che i suoi genitori non sono altro che genitori adottivi. Per la ragazza questa scoperta è quasi un sollievo e dopo un feroce scontro col padre e la madre adottivi, dai quali riceve poche e scarne notizie sul suo vero passato, decide di partire alla ricerca dell'unica parente rimasta: una zia che abita nella lontana Londra. Ma il viaggio diventa ben presto movimentato e ricco di imprevisti, prima per l'incontro con l'affascinante e simpatico Ray Hunt, che sembra avere un interesse per la giovane Alice; poi per il fatidico incontro con zia Dolores, che sembrava attendere Alice da parecchio tempo, come se si aspettasse una sua visita.
Proprio Dolores rivela alla ragazza che la sua passione per la musica e il canto, il suo animo ribelle, i problemi avuti in passato, sono legati da un sottile filo rosso che fa di Alice una delle ultime muse, e più precisamente la Musa della Musica. Dopo questa rivelazione, la vita di Alice non sarà più la stessa. Contesa da due gruppi rivali che vorrebbero sfruttarne i doni, Alice si dà alla fuga, tra Londra, Roma e Parigi, inseguita da amici e nemici, mentre l'intricato puzzle del suo passato prende forma indicandole un cammino che la accomuna a tutte e nove le antiche muse.

## Edizioni
- Francesco Falconi, Muses, Arnoldo Mondadori Editore, 2012,  p. 491, ISBN 978-88-04-62029-7.